# Fontanos de Torío
Fontanos de Torío es una localidad española, perteneciente al municipio de Garrafe de Torío, en la provincia de León y la comarca de Tierra de León, en la Comunidad Autónoma de Castilla y León. 
Situado en un alto en la margen izquierda del Río Torío.
Los terrenos de Fontanos de Torío limitan con los de Candanedo de Fenar, Solana de Fenar, Robledo de Fenar y Naredo de Fenar al norte, Robles de la Valcueva, Pardavé y Pedrún de Torío al noreste, Matueca de Torío y Manzaneda de Torío al este, Ruiforco de Torío, La Flecha de Torío y Garrafe de Torío al sureste, Valderilla de Torío y Riosequino de Torío al sur, Lorenzana, Campo y Santibáñez y Cuadros al suroeste, Cabanillas, La Seca de Alba y Cascantes de Alba al oeste y La Robla, Alcedo de Alba, Brugos de Fenar y Rabanal de Fenar al noroeste.
Perteneció a la antigua Jurisdicción del Abadengo de Torío.